# Lijst van nummer 1-hits in Italië in 2014
Deze hits stonden in 2014 op nummer 1 in de FIMI Single Top 10, de bekendste hitlijst in Italië.
| Datum        | Artiest                                                    | Titel                             |
| ------------ | ---------------------------------------------------------- | --------------------------------- |
| 2 januari    | Mika & Chiara                                              | Stardust                          |
| 9 januari    | Klingande                                                  | Jubel                             |
| 16 januari   | Klingande                                                  | Jubel                             |
| 23 januari   | Klingande                                                  | Jubel                             |
| 30 januari   | Klingande                                                  | Jubel                             |
| 6 februari   | Klingande                                                  | Jubel                             |
| 13 februari  | Klingande                                                  | Jubel                             |
| 20 februari  | Pharrell Williams                                          | Happy                             |
| 27 februari  | Arisa                                                      | Controvento                       |
| 6 maart      | Arisa                                                      | Controvento                       |
| 13 maart     | Pharrell Williams                                          | Happy                             |
| 20 maart     | Pharrell Williams                                          | Happy                             |
| 27 maart     | Pharrell Williams                                          | Happy                             |
| 3 april      | Pharrell Williams                                          | Happy                             |
| 10 april     | Pharrell Williams                                          | Happy                             |
| 17 april     | Pharrell Williams                                          | Happy                             |
| 24 april     | Pharrell Williams                                          | Happy                             |
| 1 mei        | Pharrell Williams                                          | Happy                             |
| 8 mei        | Coldplay                                                   | A Sky Full of Stars               |
| 15 mei       | Pharrell Williams                                          | Happy                             |
| 22 mei       | Coldplay                                                   | A Sky Full of Stars               |
| 29 mei       | Coldplay                                                   | A Sky Full of Stars               |
| 5 juni       | Deborah Iurato                                             | Anche se fuori è inverno          |
| 12 juni      | Club Dogo                                                  | Weekend                           |
| 19 juni      | Emis Killa                                                 | Maracanã                          |
| 26 juni      | Marco Carta                                                | Splendida ostinazione             |
| 3 juli       | Emis Killa                                                 | Maracanã                          |
| 10 juli      | Coldplay                                                   | A sky full of stars               |
| 17 juli      | Emis Killa                                                 | Maracanã                          |
| 24 juli      | Kiesza                                                     | Hideaway                          |
| 31 juli      | Club Dogo & Arisa                                          | Fragili                           |
| 7 augustus   | Francesco Renga                                            | Il mio giorno più bello del mondo |
| 14 augustus  | Lilly Wood & The Prick & Robin Schulz                      | Prayer in C (Robin Schulz remix)  |
| 21 augustus  | Lilly Wood & The Prick & Robin Schulz                      | Prayer in C (Robin Schulz remix)  |
| 28 augustus  | Lilly Wood & The Prick & Robin Schulz                      | Prayer in C (Robin Schulz remix)  |
| 4 september  | Enrique Iglesias, Sean Paul, Decemer Bueno & Gente De Zona | Bailando                          |
| 11 september | Enrique Iglesias, Sean Paul, Decemer Bueno & Gente De Zona | Bailando                          |
| 18 september | Enrique Iglesias, Sean Paul, Decemer Bueno & Gente De Zona | Bailando                          |
| 25 september | Enrique Iglesias, Sean Paul, Decemer Bueno & Gente De Zona | Bailando                          |
| 2 oktober    | Enrique Iglesias, Sean Paul, Decemer Bueno & Gente De Zona | Bailando                          |
| 9 oktober    | Enrique Iglesias, Sean Paul, Decemer Bueno & Gente De Zona | Bailando                          |
| 16 oktober   | Enrique Iglesias, Sean Paul, Decemer Bueno & Gente De Zona | Bailando                          |
| 23 oktober   | Enrique Iglesias, Sean Paul, Decemer Bueno & Gente De Zona | Bailando                          |
| 30 oktober   | Enrique Iglesias, Sean Paul, Decemer Bueno & Gente De Zona | Bailando                          |
| 6 november   | Enrique Iglesias, Sean Paul, Decemer Bueno & Gente De Zona | Bailando                          |
| 13 november  | Enrique Iglesias, Sean Paul, Decemer Bueno & Gente De Zona | Bailando                          |
| 20 november  | Enrique Iglesias, Sean Paul, Decemer Bueno & Gente De Zona | Bailando                          |
| 27 november  | Enrique Iglesias, Sean Paul, Decemer Bueno & Gente De Zona | Bailando                          |
| 4 december   | Marco Mengoni                                              | Guerriero                         |
| 11 december  | Lorenzo Fragola                                            | The reason why                    |
| 18 december  | Lorenzo Fragola                                            | The reason why                    |
| 25 december  | Fedez & Francesca Michielin                                | Magnifico                         |